# Callitris
Callitris è un genere di conifere facente parte delle ''Cupressaceae'' (famiglia dei cipressi). Ci sono 16 specie riconosciute nel genere, di cui 13 originarie dell'Australia e le altre tre (C. neocaledonica, C. sulcata e C. pancheri) originarie della Nuova Caledonia. Tradizionalmente, il nome comune più utilizzato è cipresso-pino, un nome condiviso da alcune specie del genere strettamente correlato Actinostrobus.

## Descrizione
Sono alberi di piccole e medie dimensioni o grandi arbusti, che raggiungono i 5-25 m di altezza (a 40 m in C. macleana). Le foglie sono sempreverdi e squamose, ma le giovani piantine hanno foglie aghiformi; in C. macleana, foglie aghiformi si trovano mescolate a foglie squamose per tutta la vita dell'albero. Le squame sono disposte in sei file lungo i ramoscelli, in verticilli alternati di tre (spesso in verticilli di quattro in C. macleana).
I coni maschili sono piccoli, lunghi 3-6 mm (0,12-0,24 pollici) e si trovano sulla punta dei ramoscelli. I coni femminili poco appariscenti e maturano in 18-20 mesi a 1-3 cm (0,39-1,18 pollici) di lunghezza e larghezza, da globulari a ovoidali (acuti in C. macleana), con sei scaglie legnose sovrapposte, spesse, disposte in due verticilli di tre (spesso 8 scale in C. macleana). I coni come per il genere [Actinostrobus] rimangono chiusi sugli alberi per molti anni, aprendosi solo dopo essere stati bruciati da un incendio boschivo; questo fa sì che i semi vengano rilasciati per crescere sul terreno bruciato appena ripulito.

## Tassonomia
Il genere è diviso in due sezioni, con l'atipico C. macleayana nella sez. Octoclinis, e tutte le altre specie della sez. Callitris. Alcuni botanici trattano C. macleayana in un genere separato, come Octoclinis macleayana. C. macleana inoltre rappresenta l'unica specie nativa della foresta pluviale sulla costa orientale dell'Australia; le altre specie crescono tutte in siti aridi.
Il parente più prossimo di Callitris è Actinostrobus del sud-ovest dell'Australia occidentale, che differisce per i suoi coni che hanno diversi vortici basali di piccole scaglie sterili. Uno studio del 2010 su Actinostrobus e Callitris colloca le tre specie di Actinostrobus all'interno di un Callitris espanso basato sull'analisi di 42 caratteri morfologici e anatomici.

### Species

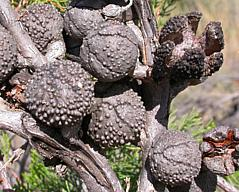
Coni di Callitris verrucosa

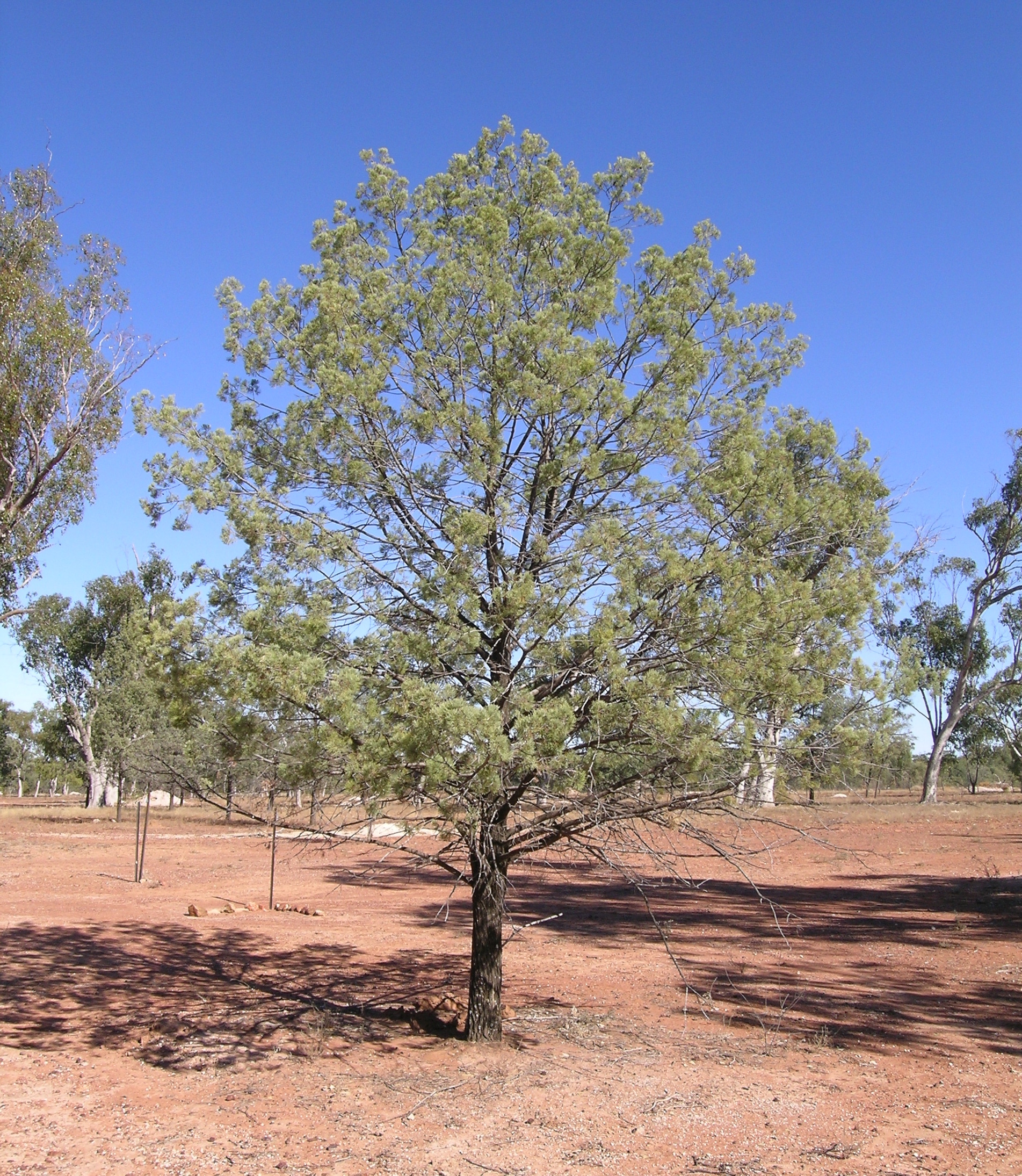
Callitris glaucophylla

Il genere include le seguenti specie:
- Callitris baileyi
- Callitris canescens
- Callitris columellaris
- Callitris drummondii
- Callitris endlicheri
- Callitris glaucophylla
- Callitris intratropica
- Callitris macleayana
- Callitris monticola
- Callitris muelleri
- Callitris neocaledonica
- Callitris oblonga
- Callitris pancheri
- Callitris preissii
- Callitris rhomboidea
- Callitris roei
- Callitris sulcata
- Callitris verrucosa

Nel 2010, fogliame fossile dell'inizio dell'Oligocene e coni di Callitris sono stati portati alla luce vicino al fiume Lea in Tasmania. Ai fossili è stato dato il nome Callitris leaensis e rappresentano il più antico rappresentante conosciuto del genere.